# Čital
Čital (znanstveno ime Axis axis) je razmeroma majhen jelen, ki živi v južni Aziji. Čitali živijo v velikih čredah, ki štejejo do sto in več živali. Pasejo se na travnikih in smukajo listje v redkih gozdovih.
Visok je do 1 meter, kožuh ima rdeče rjav z belimi pegami na hrbtu. Rogovje ima nadočnik in vilasto razcepljeno vejo.
Hrvaška
Čitali neznanega izvora so bili leta 1911 naseljeni na Brione. Živijo tudi na Rabu. Skupna populacija leta 2010 je bila približno 200 osebkov. Poskusi hrvaških lovcev, da bi vrsto naselili na celini, so bili neuspešni.